# 真夜中ハートチューン
『真夜中ハートチューン』（まよなかハートチューン）は、五十嵐正邦による日本の漫画作品。『週刊少年マガジン』（講談社）にて、2023年42号から連載されている。略称は「マヨチュー」。男子高校生と放送部に所属する4人の女の子を描いたラブコメディ。

## 沿革
2023年9月20日発売の『週刊少年マガジン』42号より連載を開始。SNSにて第1話を公開した際には、約38万インプレッションの反響を得た。同年12月に単行本第1巻が発売された際には、花澤香菜からコメントが寄せられている。同月にPVが公開され、佐倉綾音が1人で4役を担当している。
2024年1月には、単行本に重版がかかっている。同年4月17日に単行本第3巻が発売された際には、それを記念して4月19日から5月16日まで講談社のYouTubeチャンネル「フル☆アニメTV」にて、作者の五十嵐による『川柳少女』のテレビアニメが無料配信された。同年6月、「次にくるマンガ大賞 2024」コミックス部門にて14位を獲得。
2024年7月時点で4巻までの累計発行部数が15万部を突破している。
2025年3月14日、アニメ化が決定。2026年放送予定。

## 登場人物
声の項はテレビアニメ版の声優。

### 主要人物
山吹 有栖（やまぶき ありす）
本作の主人公。高校2年生。中学時代に配信者の「アポロ」のラジオを聴いていた。そのラジオの配信者に対して深夜テンションで「愛してるよ」と言ってしまったことを後悔しており、撤回させてもらうために配信者と同じ高校に進学した。放送部所属の4人のうち誰かが「アポロ」の配信者であると見ており、見抜くために雑用として放送部に入部する。その過程で4人の夢の実現に協力することになる。成績優秀スポーツ万能と文武両道の人間で、大学は東京大学を志望している。完璧なため、毎日同じ時間に尿意を催す。姉と妹がいる。
雨月 しのぶ（うづき しのぶ）
声 - 伊藤美来
本作のメインヒロインの1人。放送部所属。アナウンサー志望。生徒会副会長で模範的な優等生。噛み癖があり、放送中も噛んでしまうことが多い。明るく朗らかで真面目な性格だが少々抜けているところがある。
日芽川 寧々（ひめかわ ねね）
声 - 大久保瑠美
本作のメインヒロインの1人。放送部所属。声優志望。身長は160cm。いわゆる「アニメ声」の持ち主で、コスプレイヤーとしても活動している。「リリコス」という漫画の古参オタク。飽きっぽい性格で、過去に多数の習い事をしていたがその度にすぐ辞めてしまっていた。
霧乃 イコ（きりの イコ）
声 - 鈴代紗弓
本作のメインヒロインの1人。放送部所属。VTuber志望。猫耳のパーカーをよく着ている。口数が少なく寡黙だが感情は豊か。しかし恥ずかしがり屋で感情を他人に見せることが苦手。休み時間や放課後にもよく配信をしている。ウィスパーボイスの持ち主。
井ノ華 六花（いのはな りっか）
声 - 瀬戸桃子
本作のメインヒロインの1人。放送部所属で部長。歌手志望。元々バンドを組んで活動していたが仲違いを起こし、現在はソロで活動している。毎週水曜日の放課後に学校の中庭でライブを開催している。自身で作詞作曲をするレベル。

### 放送部
山吹 有栖

雨月 しのぶ

日芽川 寧々

霧乃 イコ

井ノ華 六花

安藤 檸檬（あんどう れもん）
放送部顧問。27歳。事なかれ主義で面倒くさがりの怠け者。放送部に男子が入部することを嫌がり、有栖が入部することに反対していた。

## 作風
ライターの古林恭によると、本作の魅力は「とにかく可愛い」ヒロインである。キャッチコピーに「かわいくも懸命なサクセスラブコメ」とあるよう、「彼女たちがサクセスできるのか」も本作のポイントのひとつであり、「声に恋するすれ違い」が描かれている。

## 書誌情報
- 五十嵐正邦『真夜中ハートチューン』講談社〈講談社コミックス〉、既刊9巻（2025年6月17日現在）
  1. 2023年12月15日発売[10][17]、ISBN 978-4-06-533754-7
  2. 2024年2月16日発売[18]、ISBN 978-4-06-534570-2
  3. 2024年4月17日発売[19]、ISBN 978-4-06-535415-5
  4. 2024年6月17日発売[20]、ISBN 978-4-06-535777-4
  5. 2024年9月17日発売[21]、ISBN 978-4-06-536773-5
  6. 2024年11月15日発売[22]、ISBN 978-4-06-537511-2
  7. 2025年1月17日発売[23]、ISBN 978-4-06-538132-8
  8. 2025年3月17日発売[24]、ISBN 978-4-06-538706-1
  9. 2025年6月17日発売[25]、ISBN 978-4-06-539757-2

## テレビアニメ
2026年より放送予定。

### スタッフ
- 原作 - 五十嵐正邦[11]
- 監督 - 高橋雅之[11]
- シリーズ構成 - 菅原雪絵[11]
- キャラクターデザイン - 下谷智之[11]
- アニメーション制作 - 月虹[11]
- 製作 - 「真夜中ハートチューン」製作委員会[11]